# لیف سالمن
لیف سالمن (انگلیسی: Leif Salmén; ۱۹ ژانویهٔ ۱۹۵۲ – ۱۹ نوامبر ۲۰۱۹) روزنامه‌نگار، مؤلف اهل فنلاند بود. وی بین سال‌های ۱۹۷۶ تا ۲۰۱۷ میلادی فعالیت می‌کرد.
وی همچنین برندهٔ جوایزی همچون جایزه اینو لینو شده‌است.